# جورج زيديك
جورج زيديك (بالتشيكية: Jiří Zídek)‏ مواليد 2 أغسطس 1973 في زلين، تشيكوسلوفاكيا، هو لاعب كرة سلة تشيكي سابق. بدأ مسيرته الاحترافية في سنة 1995. تم اختياره من قبل فريق شارلوت هورنتس خلال الدرافت. يبلغ طوله 7 قدم 0 بوصة (2.1 م). اعتزل اللعب في 2005. أحرز خلال مسيرته في الإن بي إيه 453 نقطة بمعدل 3.4 نقاط في المباراة الواحدة.

## المسيرة الاحترافية
لعب مع شارلوت هورنتس من سنة 1995 إلى 1997، ثم لعب مع دنفر ناغتس من سنة 1996 إلى 1998، ثم لعب مع سياتل سوبرسونيكس في سنة 1998، ثم لعب مع زالغيريس لكرة السلة من سنة 1998 إلى 2000، ثم لعب مع فنربخشة لكرة السلة في الدوري التركي في سنة 2000، ثم لعب مع ريال مدريد لكرة السلة في الدوري الإسباني في موسم 2000–2001، ثم لعب مع ألبا برلين في الدوري الألماني في موسم 2001–2002، ثم لعب مع أسكو غدينيا في موسم 2002–2003.

## روابط خارجية
- جورج زيديك على موقع الاتحاد الدولي لكرة السلة (الإنجليزية)
- جورج زيديك على موقع الدوري الأوروبي لكرة السلة (الإنجليزية)
- جورج زيديك على موقع إن بي أي (الإنجليزية)
- جورج زيديك على موقع سبورتس رفرنس (الإنجليزية)
- جورج زيديك على موقع الدوري الإسباني لكرة السلة (الإسبانية)
- جورج زيديك على موقع كرة السلة الأوروبية.كوم (الإنجليزية)
- جورج زيديك على موقع كلية كرة السلة في سبورتس رفرنس.كوم (الإنجليزية)
- جورج زيديك على موقع ريلجم (الإنجليزية)
- جورج زيديك على موقع بروبوليرز (الإنجليزية)
- جورج زيديك على موقع سبورتس رفرنس (الإنجليزية)